# Владимир Родзјанко
Василије (световно Владимир Михајлович Родзјанко) – био је јерарх Православне Цркве, познати проповедник, аутор многобројних радио и телевизијских емисија, организатор и руководилац Архангелског Православног радио центра.
Родио се 22. маја 1915. на породичном имању Отрада, у Царској Русији (у данашњој Украјини), а преминуо 17. септембра 1999. у Вашингтону.

## Младе године
Као дете 1920. године са родитељима је емигрирао у Краљевину СХС. Његов деда, по оцу, Михаил Владимирович Родзјанко, је био последњи председник Руске Думе за време владавине цара Николаја II. Мајка је потицала из древног рода кнежева Голициних и Сумарокових.
Завршио је класичну руско-српску гимназију (1933.) и Богословски факултет Београдског универзитета (1937.). Његови учитељи су били митрополит Антоније Храповицки, свети Јован Максимович, свети Николај Велимировић, митрополит Антоније (Сурошки), свети архимандрит Јустин Поповић и други. Наредне, 1938. године, студира на Оксфорду.
Оженио се 1937. године Мариом Кољубајев (отац јој је био свештеник Василије Кољубајев, парох у Риђици). Имали су два сина Владимира и Михаила.

## Служба и ратне године
Године 1941. постаје свештеник. Није познато зашто и како је човек са таквим образовањем, пореклом и интелигенцијом постављен 1942. године за свештеника у малу и сиромашну парохију попут Станишићке. Православним верницима у окупираном селу, где су били изложени насиљу и притисцима, је сигурно био потребан духовни заштитник, али то сигурно није био једини разлог због којег је доспео у Станишић. Млади и неискусни, али истовремено веома интелигентни и образовани свештеник Владимир Родзјанко се веома добро снашао и није служио и бранио само народ своје парохије већ све православне хришћане и Српску православну цркву у фашистичкој Мађарској. Он је током целог рата учествовао у српском покрету отпора извештавајући епископа бачког Иринеја о деловањима на угрожавању СПЦ и покушајима стварања Мађарске Православне Цркве. Поред тога, био је главна веза између епископа Бачког и епископа будимског Георгија.
Залагањем оца Владимира и његове супруге основан је хор у Станишићу са двадесетак чланова.
Чак је и ослобађање села на неки начин кренуло из црквене порте, где се окупила група сељана пред акцију преузимања власти од окупатора. Није познато да ли је и свештеник Родзјанко учествовао у организацији акције, али је у наступајућим данима одиграо значајну улогу. Са народом Станишића је дочекао представнике Црвене армије, а у првим данима ослобођења је дао свој допринос у нормализацији живота у селу. На збору сељана је говорио о међунационалним односима и значајно допринео смиривању тензија.

## Послератни период
Без обзира на његову позитивну улогу током и непосредно по окончању рата, комунистичке власти га хапсе под оптужбом “незаконите религиозне пропаганде”. Суд га проглашава кривим и осуђује на осам година робије у радном логору. После интервенције Кантерберијског надбискупа, након две године бива ослобођен и заједно са породицом одлази у Париз па у Лондон.

## Емиграција из Југославије
Свештеник емигрант је парох цркве Светог Саве у Лондону од 1951. до 1979. године, а од 1955.-1978. године води емисије религијског карактера на радију ББС за слушаоце у СССР и источној Европи.
Након смрти супруге 1979. године и примања монашког пострига (монашко име Василије) био је рукоположен за епископа Вашингтонског касније Сан-Франциског, Православне Цркве у Америци.
Епископ Василије је и након пензионисања наставио да служи цркви. Често је путовао у СССР (касније Русију) и био међ’ народом који је, за време комунистичке власти, основе вере стицао слушајући његове радио емисије.
Руски патријарх Алексије и владика Василије водили су прву литију улицама Москве након 70 година. Руси су изузетно ценили владику Василија и сматрали га свецем.
Посебно је занимљив његов сусрет са једним од највећих физичара данашњице Стивеном Хокингом (Stephen Hawking) што је вероватно резултирало његовом књигом „The Theory of the Big Bang and the Faith of the Holy Fathers“ 1996. године.
Године 1996. у продукцији „Московске академије Наталија Нестерова“ снимљен је документарац о животу епископа Василија под називом „Моја судбина” (Моя судьба).
Владимир Родзјанко умире у Вашингтону 1999. године, у 84. тој години живота. Сахрањен је на гробљу Rock Creek Cemetery у Вашингтону.